# Zhong Lin Wang

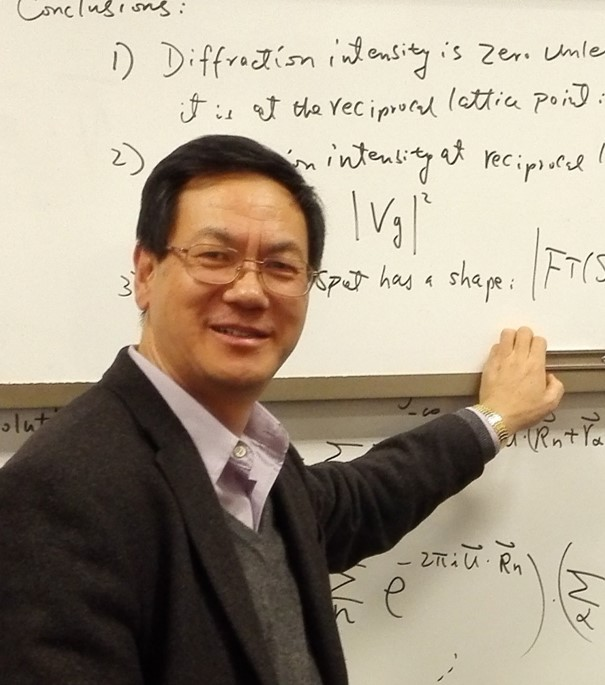
Zhong Lin Wang

Zhong Lin Wang (auch Zhong Wang oder Zhong L. Wang) ist ein Physiker im Bereich der Nanotechnologie.

## Leben
Wang erhielt den Ph.D. in Physik von der Arizona State University in 1987. Von 1987 bis 1988 war er Post-Doc an der State University of New York in Stony Brook und von 1988 bis 1989 erhielt er ein Research Fellowship der Cavendish Laboratory an der University of Cambridge in England. Anschließend war er von 1989 bis 1993 am Oak Ridge National Laboratory und von 1993 bis 1995 am National Institute of Standards and Technology. Seit 1995 ist er am Center for Nanostructure Characterization (CNC) des Georgia Tech, dessen Direktor er heute ist.
Wang ist unter den fünf am meist zitiertesten Autoren im Bereich Nanotechnologie. Er ist Autor und Co-Autor mehrerer wissenschaftlicher Referenzen und Lehrbücher, publizierte über 2.000 peer reviewed journal articles. Er besitzt (Stand 2010) 28 Patente. Seine Veröffentlichungen wurden laut Google Scholar mehr als 390.000 Mal (h-Index 297), laut der strengeren Zählung von Scopus mehr als 310.000 Mal (h-Index 267) zitiert (Stand August 2023). Seit 2015 zählt ihn Thomson Reuters zu den Favoriten auf einen Nobelpreis für Physik.
Er ist für Forschungen zu Nanodrähten (und Nano-Gürteln, Nano belts) bekannt und erfand eine Methode der in situ Messung der mechanischen und elektrischen Eigenschaften von Nanodrähten unter dem Elektronenmikroskop. Er ist führend in der Entwicklung von Zinkoxid-Nanostrukturen, insbesondere Nanogeneratoren wie dem Vertical nanowire Integrated Nanogenerator (VING), den er 2006 entwickelte.

## Auszeichnungen und Mitgliedschaften
- 1998 China-NSF Oversea Outstanding Young Scientists Award
- 1998 NSF CAREER award
- 1999 Burton Medal der Microscopy Society of America
- 2000 Georgia Tech outstanding research award
- 2001 S.T. Li Prize for outstanding contribution in nanotechnology
- 2005 Sigma Xi Sustained Research Award
- 2005 Fellow der American Physical Society
- 2005 Georgia Tech Outstanding Research Award
- 2009 Purdy award der American Ceramic Society
- 2019 Albert Einstein World Award of Science
- 2023 Global Energy Prize

2009 wurde er auswärtiges Mitglied der Chinesischen Akademie der Wissenschaften und 2002 Mitglied der European Academy of Sciences. Er ist Fellow der American Association for the Advancement of Science (2006), der Microscopy Society of America und der Materials Research Society (2008).

## Schriften
- Nanogenerators for self-powered devices and systems, Georgia Institute of Technology 2011
- Self powered nanotech, Scientific American, Januar 2008, pdf
- mit anderen: Self-powered nanowire devices, Nature Nanotechnology, Band 5, 2010, S. 366–373.